# کابل موازی سنترونیکس

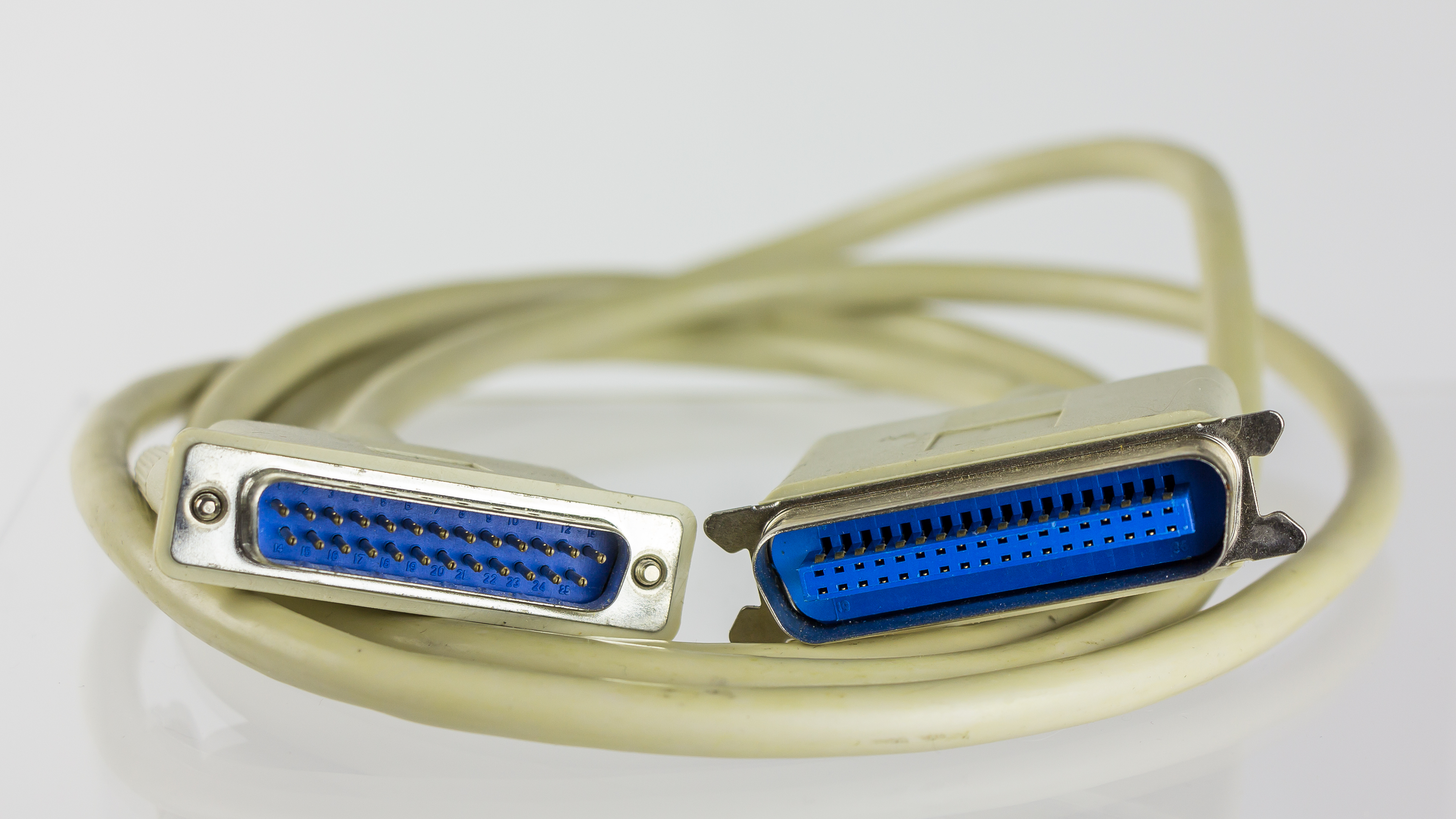
کابل موازی سنترونیکس

کابل موازی سنترونیکس یکی از کابل‌هایی است که برای وصل کردن رایانه به دستگاه‌های جانبی به کار می‌رود. این کابل بر پایه استاندارد IEEE 1284 ساخته می‌شود. این کابل یک اتصال‌گر سنترونیکس ۳۶ پایه‌ای در یک سر و یک اتصال‌گر مادگی ۲۵ پایه‌ای در سر دیگر دارد. 
این کابل در اکثر فروشگاههای رایانه‌ای با طول ۶ تا ۱۵ پا عرضه می‌شود. 